# 水口町伴中山
水口町伴中山（みなくちちょうばんなかやま）は、滋賀県甲賀市にある地名。

## 地理
甲賀市水口町の北西部、伴谷地域の中ほどに位置し、東は水口町山、南は水口町ひのきが丘・水口町さつきが丘、西は水口町下山、北は水口町春日に接する。南北に滋賀県道164号水口竜王線、東西に滋賀県道178号泉日野線が通じる。

## 歴史
中世は柏木荘、後に伊勢神宮領の柏木御厨に含まれた。伴中山の地名は1331年の柏木御厨目録に「中山村郷」としてみえる。中世から戦国末期にかけて、伴氏の支配下にあり、現在は伴中山城跡が残っている。1585年の甲賀ゆれと水口岡山城築城によりその支配下に入ったと考えられる。江戸時代は中山村と呼ばれた。

## 世帯数と人口
2019年（令和元年）9月30日現在の世帯数と人口は以下の通りである。
| 町丁         | 世帯数  | 人口  |
| ------------ | ------- | ----- |
| 水口町伴中山 | 141世帯 | 434人 |

## 学区
市立小・中学校に通う場合、学区は以下の通りとなる。
| 番・番地等 | 小学校             | 中学校             |
| ---------- | ------------------ | ------------------ |
| 全域       | 甲賀市立伴谷小学校 | 甲賀市立水口中学校 |

## 交通
- 滋賀県道164号水口竜王線
- 滋賀県道178号泉日野線

## 施設
- 伴谷郵便局
- 甲賀警察署伴谷警察官駐在所
- 甲賀市立伴谷小学校
- 甲賀市立伴谷幼稚園
- 甲賀市立伴谷保育園
- 三十八社 - 中山寺の守護神として歓請、伴谷の惣社で三十八大明神と称した[7]。
- 東光寺
- 西光寺
- 清福寺
- 良徳寺

## その他

### 日本郵便
- 郵便番号 : 528-0064[3]（集配局：水口郵便局[8]）